# Majoria simple
Es denomina majoria simple, majoria ordinària, o simplement majoria el sistema de votació mitjançant el qual cal, per aprovar una decisió, més vots a favor dels que estan en contra. És a dir, es tria l'opció que obtingui més vots que les altres. Si hagués abstencions, vots nuls o vots en blanc, aquests no es tenen en compte per al recompte. També pot ser una elecció fallida.
La votació pot ser de diferents tipus:
BipolarLes úniques possibilitats són votar a favor, en contra o abstenir-se. En aquest cas amb majoria ordinària venceria l'opció "a favor" o "en contra" que més vots obtingui.
MúltipleEn aquest cas, la decisió cal fer-la entre més de dues opcions. Venceria l'opció que rebi més vots que tota la resta.

## Majoria als sistemes parlamentaris
S'entén per majoria ordinària en els sistemes parlamentaris i, per extensió, en qualssevol òrgans col·legiats públics i privats, la necessitat que per l'aprovació d'un assumpte els vots a favor siguin més que els vots en contra.
La majoria ordinària, per contraposició amb la majoria absoluta, no requereix que el còmput es faci sobre tots els membres de l'òrgan, sinó només amb els presents. Tampoc importa el nombre d'abstencions o absències, sinó que tindrà la majoria l'opció "a favor" o "en contra" que computi més vots.
En una votació múltiple, perquè hi hagi majoria simple una de les opcions ha d'obtenir més de la meitat dels vots emesos, sense comptar les abstencions. Si cap opció ho aconsegueix, el procediment ha de ser eliminar successivament l'opció menys votada, fins que alguna de les opcions supervivents obtingui més de la meitat dels vots emesos sense comptar les abstencions. En cas contrari s'estaria violant del concepte de majoria que exigeix "més vots a favor que en contra".

## Altres majories
Majoria relativaNecessita per a ser aprovat ser l'opció més votada.
Majoria qualificadaNecessita per a ser aprovat un mínim de vots superior a un percentatge concret (normalment major del 50% com ara 2/3 o 3/5).
Majoria absolutaNecessita per a ser aprovat un mínim de la meitat més un dels vots emesos.